# Szürke juhar
A szürke juhar vagy papírkérgű juhar (Acer griseum) a szappanfavirágúak (Sapindales) rendjébe és a szappanfafélék (Sapindaceae) családjába tartozó faj. Lemezesen hámló kérgéről könnyű felismerni.

## Elterjedése
Közép-Kína hegyvidéki erdeiben honos.

## Leírása
Terebélyes, oszlopos, 15 méter magas lombhullató fa. A kérge vöröses, világos fahájbarna, vékony, papírszerű lemezekben hámló. A levelei három elliptikus, tompán fogazott levélkéből összetettek. Középső levélkéjük 10 cm hosszú, 5 cm széles. Felszínük sötétzöld, fonákjuk kékesfehér, sűrűn, finoman molyhos. Ősszel vörösre színeződnek. A virágok aprók, sárgászöldek, szőrös kocsányúak. Bókoló fürtjeik tavasz végén jelennek meg, a levelekkel együtt. A termés széles, világoszöld termésszárnyú 3 cm hosszú ikerlependék.

## Képek

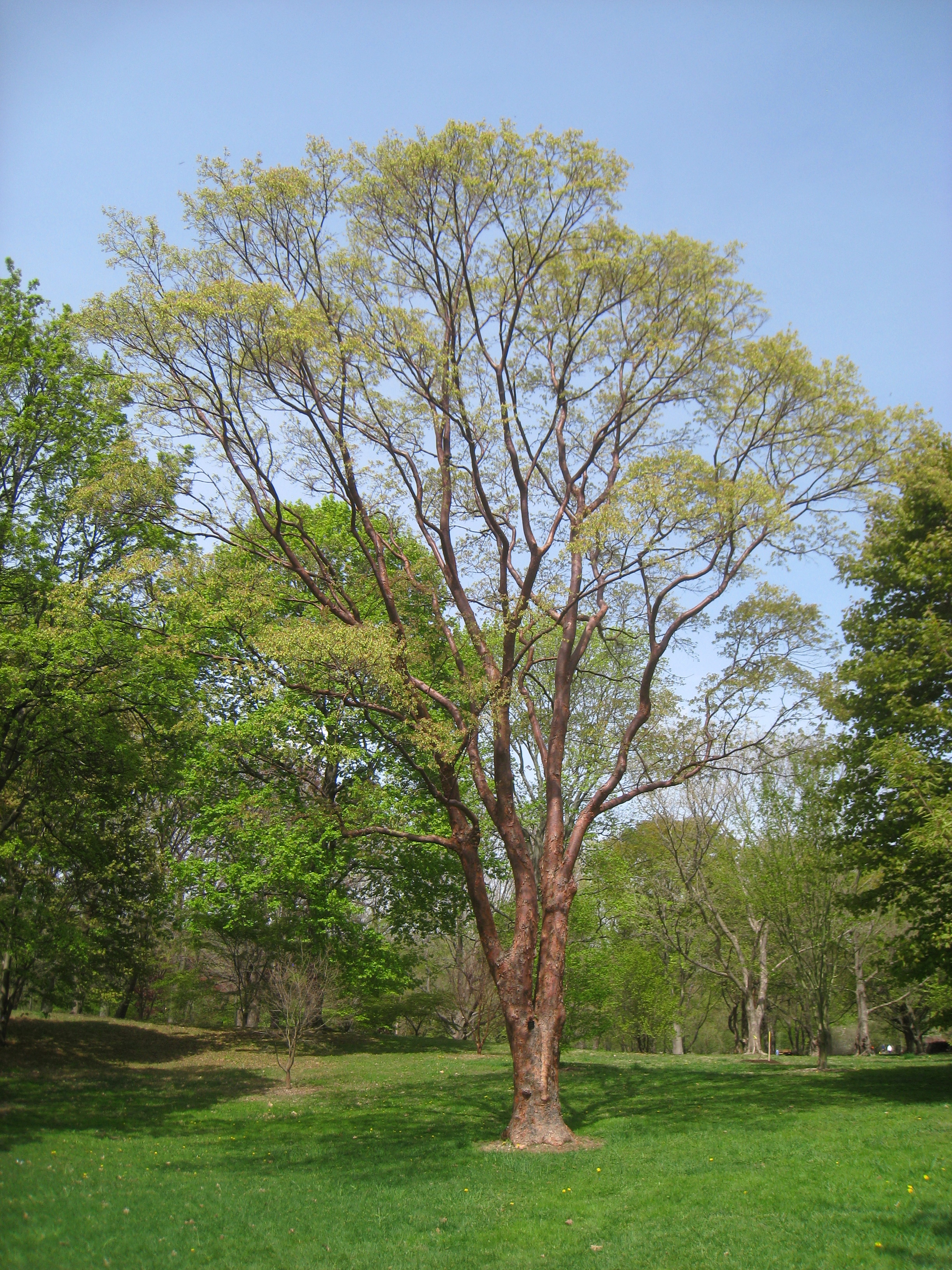
Habitusa
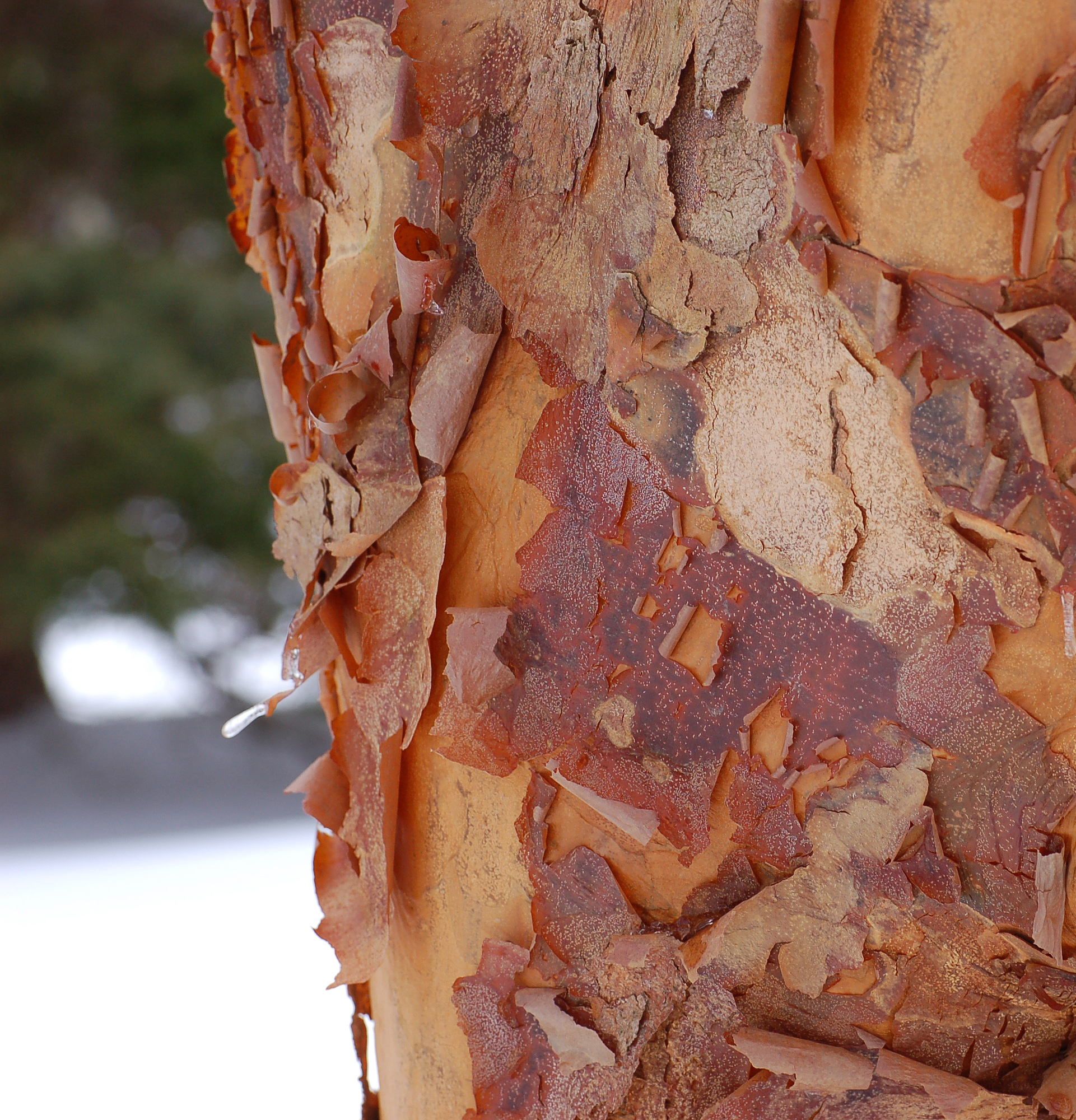
Kérge
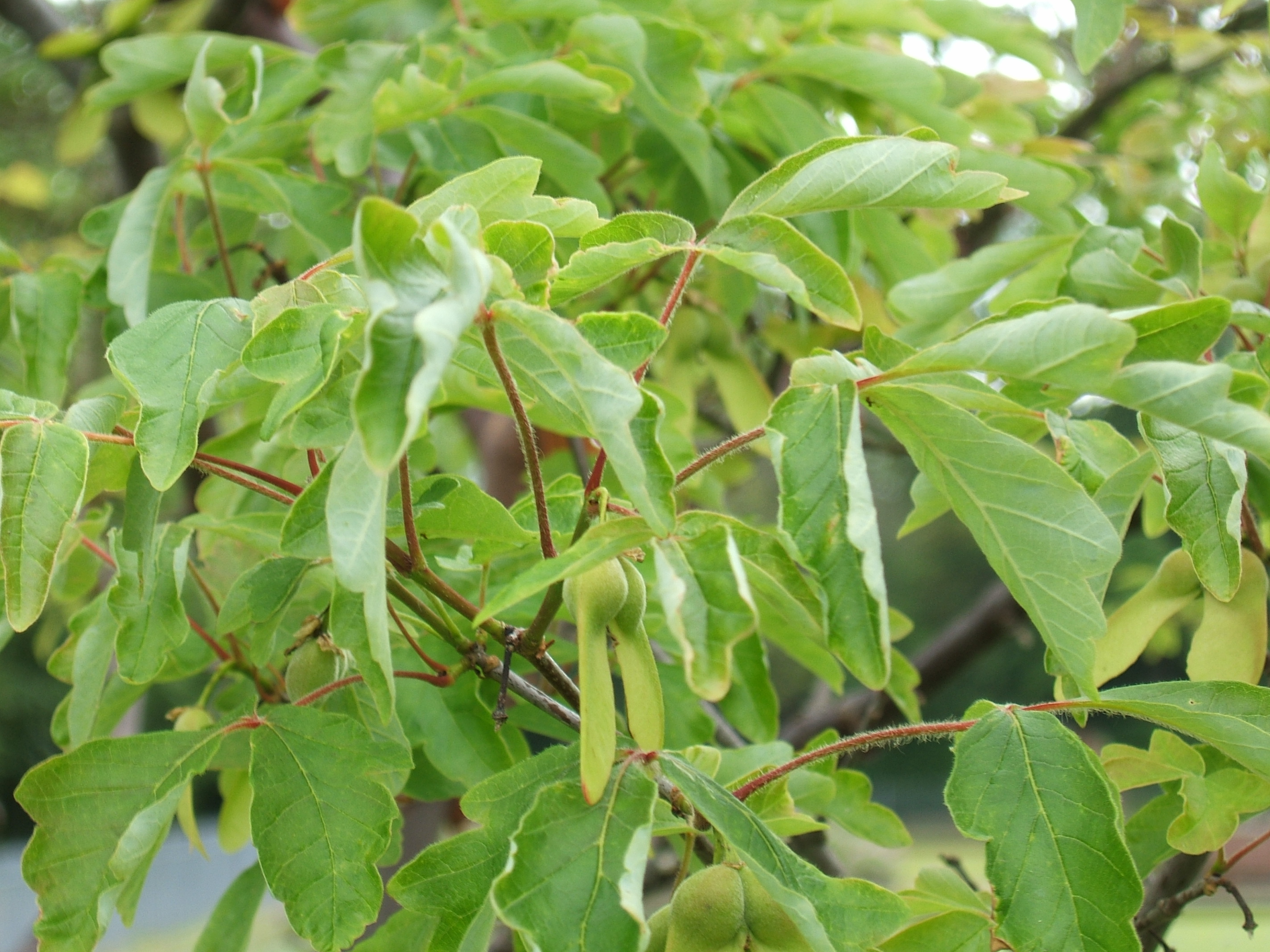
Levelei
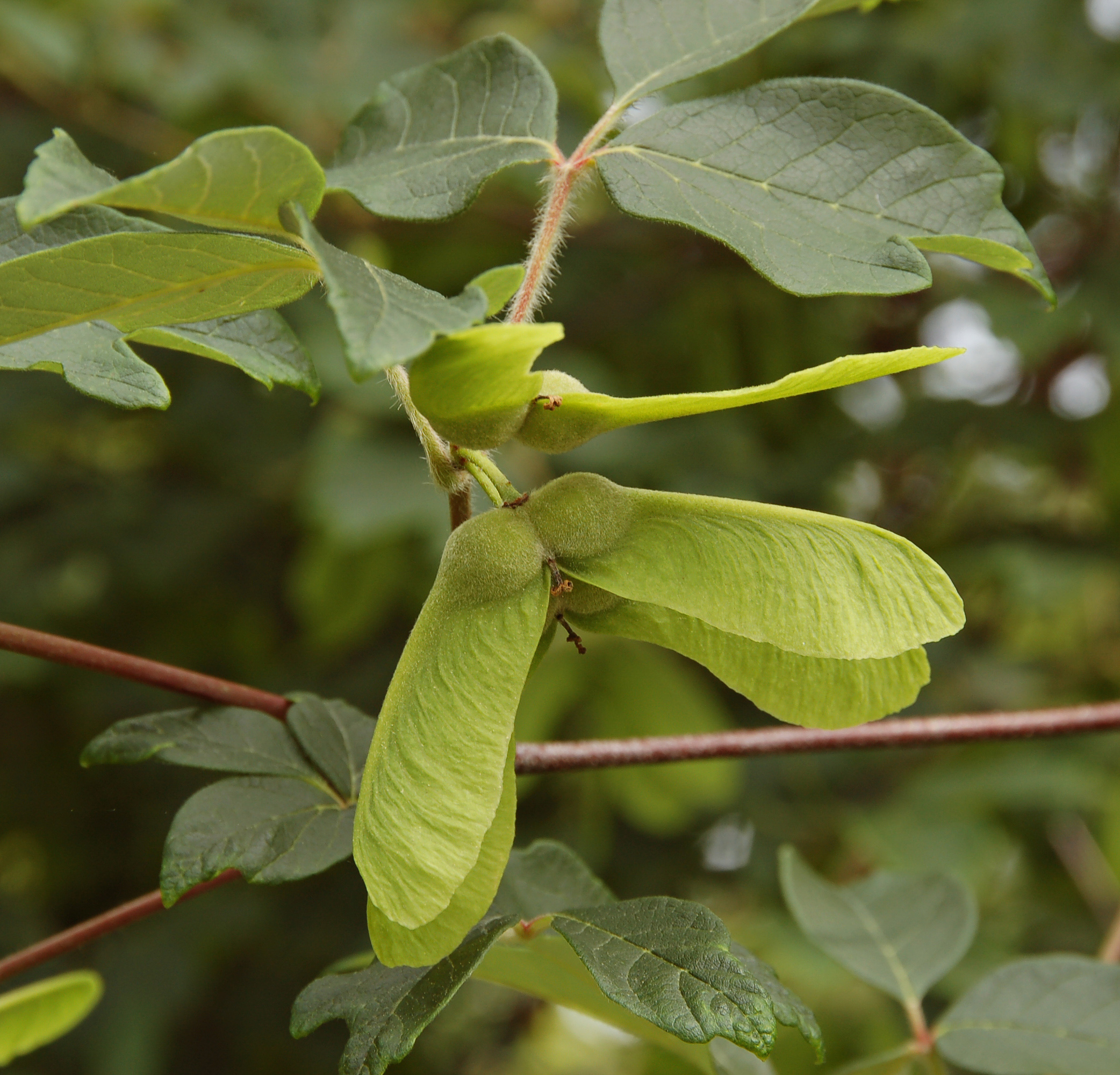
Termése
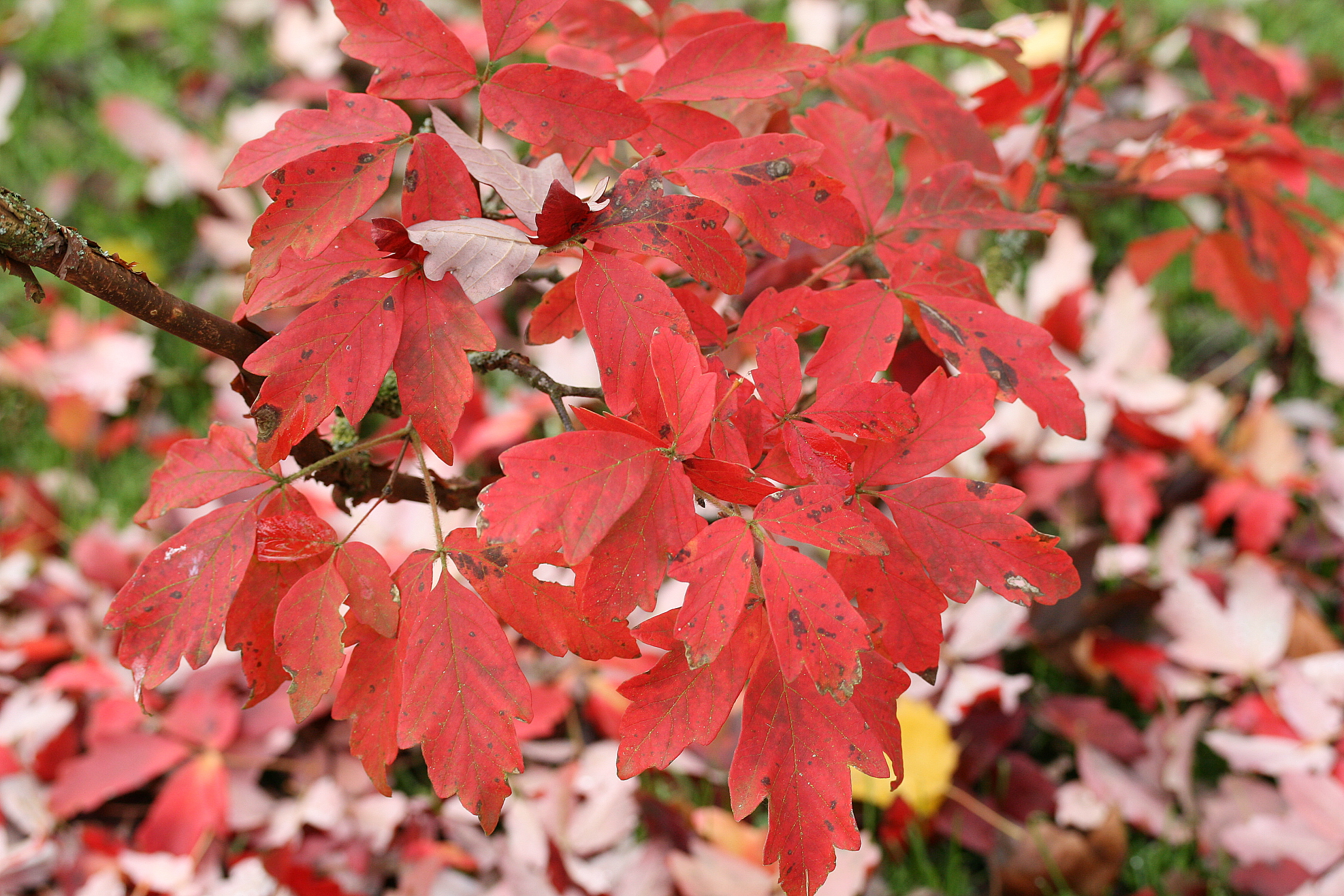
Őszi lombszíne
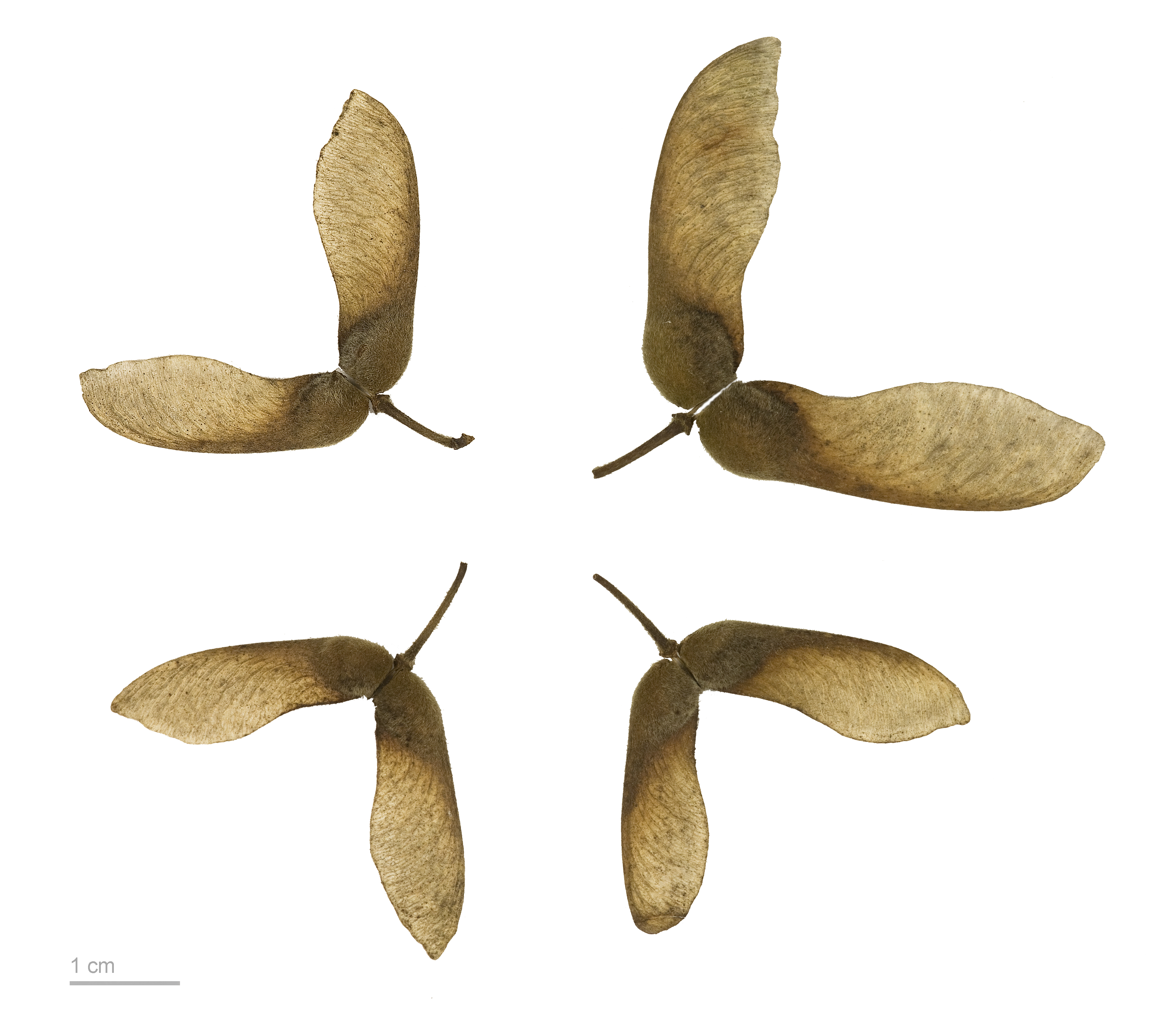
Acer griseum - Museum specimen